# Thomas Savin

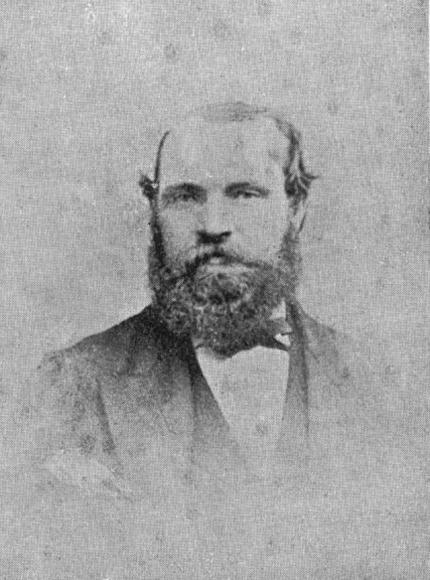
Thomas Savin um 1870

Thomas Savin (* 1826 in Llwynymaen nahe Oswestry, Wales; † 23. Juli 1889 ebenda) war ein walisischer Eisenbahnpionier und -investor in der Mitte des 19. Jahrhunderts. Auch war er Mitglied des Stadtparlaments von Oswestry. Aufgrund seiner Innovationen und Investitionen, die diesem bis dato zurückgebliebenen Landstrich zugutekamen – auch in anderen Bereichen außerhalb des Eisenbahnbaus – erlangte er eine hohe Popularität, ist aber inzwischen wieder weitgehend in Vergessenheit geraten.

## Leben
Savin wurde als Sohn eines Textilkaufmanns geboren und ging bei seinem Vater in die Lehre. 1852 heiratete er Elizabeth Hughes und sie zogen nach Plasffynnon. 1856 trat Savin in den Oswestry Town Council ein, sieben Jahre später wurde er zum Bürgermeister gewählt. Zur gleichen Zeit wurde er im Saatgut- und Hopfenhandel tätig und wurde Eigentümer des Steinkohlebergbaufelds „Old British Colliery“. Genau zu dieser Zeit begann in ganz Großbritannien der Bau von Eisenbahnstrecken. Dieses Betätigungsfeld muss ihn von Anbeginn an begeistert haben; fortan nannte er sich nur noch „Railway Contractor“.
Savin baute in Wales und auch über die Grenze nach England hinein über die Jahre insgesamt zehn verschiedene Eisenbahnstrecken. Zeitweise war er von der Bishops Castle Railway angestellt, die aufgrund zu geringen Kapitals von Beginn an kriselte. Außerdem erwarb und baute Savin in dieser Zeit mehrere Hotels an der Küste. Nachdem er bereits die Branntkalk-Mine in Porth-y-waen besaß, kaufte er jetzt auch Llanymynech-Steinbrüche sowohl auf der englischen wie auch der walisischen Seite der Grenze, die zuvor dem Earl of Bradford und dem Earl of Powis gehörten. Die für die Herstellung errichteten großen Öfen sind heute noch teilweise sichtbar.
Um seine Eisenbahnprojekte durchzuführen, kam er in der Mitte der 1850er Jahre mit David Davies (1818–1890) zusammen, einem weiteren Grubenbesitzer und Eisenbahnenthusiasten aus Llandinam, Montgomeryshire. Ihr erstes gemeinsames Projekt war die knapp zwanzig Kilometer lange Strecke von Llanidloes nach Newtown. Der Bau war eine große Herausforderung, weil im Umkreis von 50 Kilometern keine weitere Eisenbahnstrecke verlief. Sämtliches Material wurde über einen Kanal nach Newtown verschifft, die Lokomotiven wurden vom nächstgelegenen Bahnhof Oswestry mit Spezialtransportern über die Straße gebracht. Ihr zweites Projekt war die Vale of Clwyd Railway, die am 31. August 1859 für den Verkehr freigegeben wurde. Gleich anschließend gewannen sie die Ausschreibung für die Oswestry and Newtown Railway, die im Sommer 1862 fertiggestellt werden konnte, zusammen mit der nach Westen verlaufenden, 37 Kilometer langen Newtown and Machynlleth Railway.
Ihre letzte gemeinsame Bahnlinie sollte die Verlängerung nach Aberystwyth werden. Savin erwartete von seinem Partner auch die Anbindung der weiter nördlich gelegenen Küstenstädte, wohl auch, um so mehr Gäste in seine Hotels zu bekommen. Doch Davies weigerte sich aus Rentabilitätsgründen hartnäckig, das schließlich zum Zerwürfnis der beiden führte.

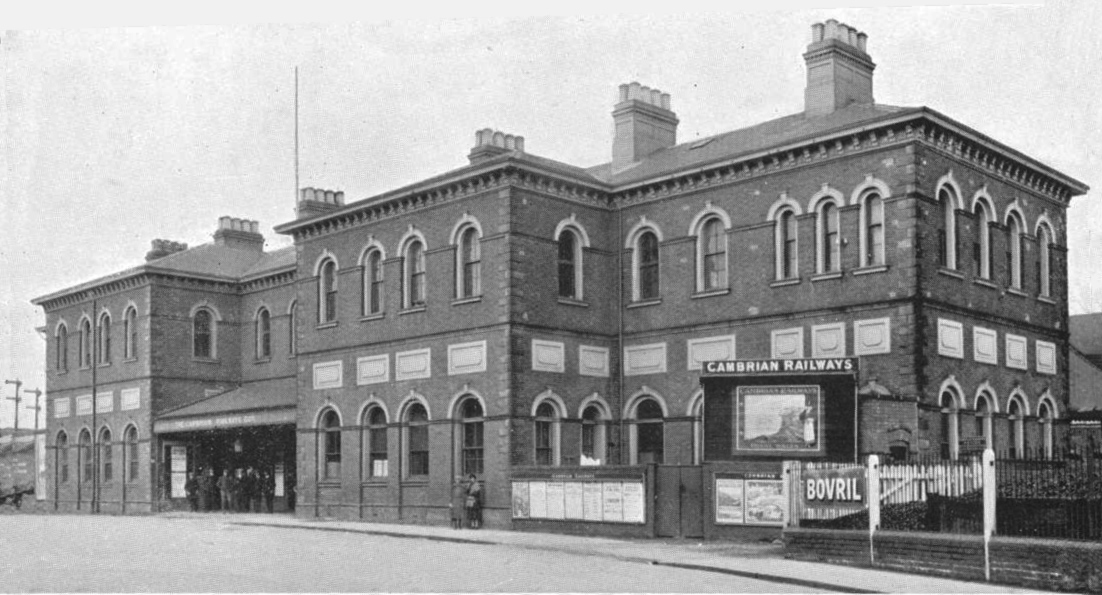
Bahnhof von Oswestry. Im Obergeschoss waren damals die Verwaltungsräume der Cambrian Railways

Zur Fertigstellung der von Savin erbauten Oswestry and Newtown Railway läuteten angeblich zwei Tage lang die Glocken.  Der ehemalige Herrenausstatter selbst wurde schulterhoch durch die Straßen von Oswestry getragen und wie ein Held gefeiert. Am 25. Juli 1864 wurden mehrere der von Savin gebauten Eisenbahnlinien in einer neuen Gesellschaft, der Cambrian Railways, zusammengefasst. Sitz der Gesellschaft wurde Oswestry.
Doch bereits am 5. Februar 1866 musste Savin Konkurs anmelden, weil er sich finanziell übernommen hatte. Zum einen waren die Kosten für die Strecke bei Aberdovey falsch kalkuliert worden, weil darin der Bau der zahlreichen Tunnel keine Berücksichtigung fand. Zum anderen baute er seine Eisenbahnen meist nur mit Anteilscheinen. Die Anteilseigner waren über das ganze Vereinigte Königreich, zum Teil sogar in die ganze Welt verstreut. Für die Leistungen nach Fertigstellung des Baus für Gehälter und Unterhaltungsarbeiten benötigte er jedoch Bargeld. Die Konkurssumme betrug mehr als 2 Millionen £. Von seinen vielen Gläubigern verzichteten bei Konkurseröffnung nur vier kleinere Gesellschaften, eine davon die Llanymynech-Steinbrüche, die ihm weiterhin teilweise gehörten. Auch in der Folgezeit verwandt er seine meiste Kraft dazu, die Gesellschaft, trotz der finanziellen Probleme am Leben zu erhalten.
Doch Savin hatte noch größere Projekte: Im Herbst/Frühjahr 1867/68 wurden zu Demonstrationszwecken zwei große Explosionen durchgeführt. Seine Grube in Llanymynech wurde Schauplatz für die Wirkungsweise großer Mengen von Sprengstoffen. Am 17. September 1867 setzte er eineinhalb Tonnen Schießpulver ein, am 11. März 1868 mehr als die vierfache Menge. Bei einem weiteren Experiment mit Dynamit vier Jahre später verloren sechs Arbeiter ihr Leben, was Savin veranlasste, strenge Sicherheitsrichtlinien herauszugeben.
1878 wurde Savin angeklagt und vor Gericht gestellt, weil schwere Zugmaschinen, die Kalk und Erdreich von und zu seiner Mine in Llanymynech transportierten, tiefe Rillen in die Straße drückten sowie viel Krach und Lärm emittierten, was die Bevölkerung gegen ihn aufbrachte. Auslöser war die Verhinderung des Baus der Tanat Valley Light Railway nach Llangynog, wo Savin Gruben besaß. Die Genehmigung wurde zeitlebens nicht erteilt. Die Ablehnung kam drei Tage vor seinem Tod, das diesen befördert haben mag. Eine endgültige Konzession wurde erst 1902 erteilt. Richter am „Justice of the Peace“ war sein alter Freund Sir Watkin Williams-Wynn, 6th Baronet, der den Fall niederschlug.
Solche und ähnlich Widrigkeiten beschäftigten Savin in seinen letzten zehn Lebensjahren. Er starb in seinem 63. Lebensjahr und liegt auf dem Friedhof von Oswestry begraben.